# Fuyumi Shiraishi
Fuyumi Shiraishi (jap. 白石冬美 Shiraishi Fuyumi; ur. 14 października 1936 w Pekinie, zm. 26 marca 2019 w Setagayi) – japońska aktorka, seiyū i narratorka.

## Kariera
Fuyumi była wcześniej związana z Aoni Production, a po odejściu z niej dołączyła do agencji Ken Production, założonej przez nieżyjącego już Kenjiego Utsumiego, i była z nią związana aż do swojej śmierci.

## Śmierć
Shiraishi zmarła 26 marca 2019 roku z powodu niedokrwiennej niewydolności serca w swoim domu w Setagayi w wieku 82 lat.

## Filmografia

### Seriale anime
- Big X (1964) (Nina Belton)
- Wonder 3 (1965) (Bokko)
- Osomatsu-kun (1966) (Karamatsu)
- Sally czarodziejka (1966) (Poron)
- Perman (1967) (Perman #5/Pābō)
- Cyborg 009 (1968) (Ivan Whiskey/001)
- Kaibutsu-kun (1968) (Tarou Kaibutsu)
- Kyojin no hoshi (1968) i Shin kyojin no hoshi (1977) (Akiko Hoshi)
- Ashita no Joe (1970) (Sachi)
- Ultraman Leo (1974) (Taishoh)
- Kidō Senshi Gundam (1979–1980) (Mirai Yashima, Katz Kobayashi)
- Lu Lu i cudowny kwiat (1979) (Katy)
- Densetsu Kyojin Ideon (1980–1981) (Kasha Imhof)
- Błękitny ptak (1980) (Shanet)
- Ashita no Joe 2 (1980) (Sachi)
- Miodulinka (1981–1982) (Księżniczka Flora)
- Boku Patalliro! (1982) (Patalliro)
- Eagle Sam (1983–1984) (Guzuran)
- Kidō Senshi Zeta Gundam (1985) (Mirai Noa)
- Obake no Q-Tarō (1985) (Doronpa)
- Dororonpa! (1991) (Komachi Ono)
- Ojarumaru (1998) (Hanajitsu)
- Nichijō (2011) (Kulka błota / Stalowa kulka)
- Space Dandy (2014) (Yoko)

### OVA
- Giant Robo: Chikyū ga seishisuru hi (1992) (Sanny)

### Filmy anime
- Kidō Senshi Gundam: Gyakushū no Char (1988) (Mirai Yashima)

### Gry wideo
- Tengai Makyō II: Manjimaru (1992) (Omil)
- Panic! (1993) (Slap)